# Oklahoma-Territorium

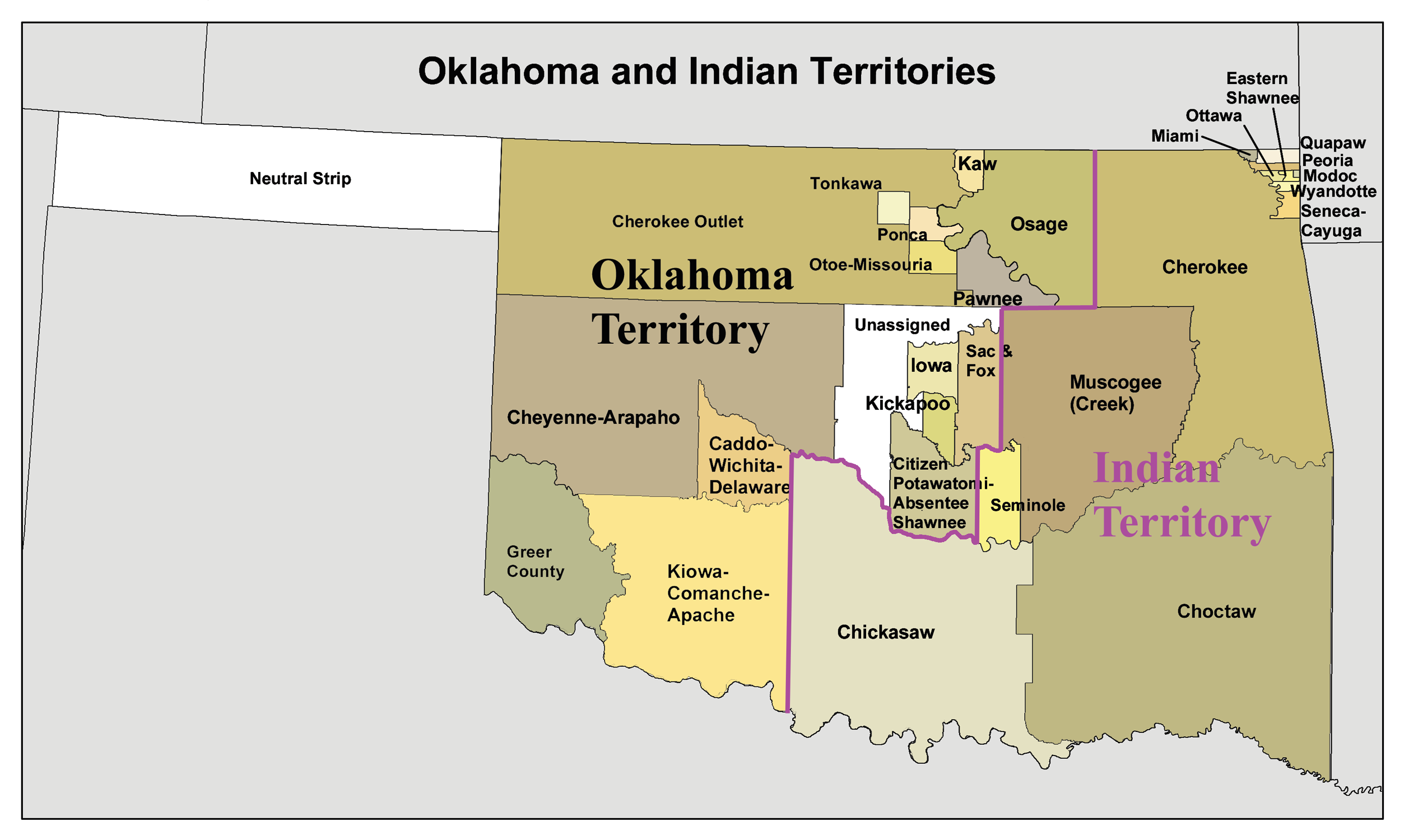
Oklahoma- und Indianer-Territorium

Das Oklahoma-Territorium war ein historisches Hoheitsgebiet der Vereinigten Staaten, das vom 2. Mai 1890 bis zum 16. November 1907 bestand. Zu dieser Zeit wurde das Territorium mit dem Indianer-Territorium vereinigt und als 46. Bundesstaat mit dem Namen Oklahoma in die Union aufgenommen. Die territoriale Hauptstadt war Guthrie.

## Geschichte

### Organisation
Die Geschichte des Oklahoma-Territoriums begann mit dem Indian Intercourse Act von 1834, als der Kongress Land für die amerikanischen Ureinwohner bereitstellte. Zu dieser Zeit war das Land ein unorganisiertes Territorium. Dazu gehörte das ganze Land „westlich des Mississippi ohne die Staaten Missouri und Louisiana sowie des Arkansas-Territoriums ...“ Bis 1856 wurde das Territorium auf die heutigen Grenzen des Staates Oklahoma reduziert. Es bürgerte sich der Sprachgebrauch „Indianer-Territorium“ dafür ein.

Indianer-Territorium (1836)

Bis zu diesem Zeitpunkt lebten in diesem Gebiet ausschließlich Indianer. Kurz nach dem Bürgerkrieg, 1866, zwang die Bundesregierung viele der ansässigen Stämme im Indianer-Territorium zu Zugeständnissen. Washington beschuldigte sie nämlich die bestehenden Verträge gebrochen und die Konföderierten Staaten unterstützt zu haben. Infolgedessen wurden 2.000.000 Acres (8.100 km²) Land in der Mitte des Indian Nation Territory den Vereinigten Staaten abgetreten. Die Boulevardpresse begann über dieses Gebiet als Unassigned Lands oder Oklahoma zu berichten und bezeichnete die Leute, die sich dort niederließen als „Boomers“. Um die Besiedlung des Landes zu verhindern, gab Präsident Rutherford B. Hayes eine Proklamation heraus, welche die unerlaubte Einreise in das Indianer-Territorium verbot.

### David Payne und die Boomers
Trotz der bundesstaatlichen Blockierung ließ das Interesse an dem Land nicht nach. Captain David L. Payne war einer von den Hauptbefürwortern der Öffnung des Gebiets von Oklahoma für weiße Siedler.  Payne reiste nach Kansas, wo er die Boomer „Colonial Association“ errichtete. Er hoffte, mit seiner Gesellschaft eine weiße Kolonie in den „Unassigned Lands“ zu gründen, die ungefähr 10.000 Angehörige umfasste. Die Formierung der Gruppe veranlasste Präsident Hayes dazu, am 12. Februar 1880 eine Proklamation herauszugeben, die es Payne untersagte, das Indianer-Territorium zu betreten. Als Reaktion darauf reiste Payne mit seiner Gruppe nach Camp Alice in den „Unassigned Lands“ östlich der heutigen Oklahoma City. Dort schmiedeten sie Pläne für eine Stadt, welche sie Ewing nannten. Allerdings inhaftierte sie die 4. Kavallerie, nahm sie nach Ft. Reno mit und eskortierte sie von dort zurück nach Kansas. Payne war wütend, da das Öffentliche Recht (siehe Posse Comitatus Act) dem Militär untersagte, sich in zivile Angelegenheiten einzumischen. Payne kam mit seiner Gesellschaft frei, indem sie vor Gericht die Einreise in das Gebiet leugneten.
Begierig seinen Fall vor Gericht zu entscheiden, kehrte Payne mit einer großen Gruppe im Juli 1880 nach Ewing zurück. Die Army inhaftierte sie erneut und eskortierte sie erneut nach Kansas zurück. Sie kamen wieder frei, jedoch kam es dieses Mal in Fort Smith, Arkansas zu einem Prozess. Payne wurde aufgrund des Indian Intercourse Act wegen Hausfriedensbruch angeklagt. Richter Isaac Parker entschied gegen Payne und erlegte ihm ein Bußgeld in Höhe von 1.000 Dollar auf. Da Payne weder Geld noch Eigentum besaß, konnte das Bußgeld nicht einkassiert werden. Unvermindert setzte Payne seine Aktivitäten fort, organisierte und leitete einige Expeditionen in das Territorium.
Nach seinem Prozess wollte Payne ein drittes Mal die „Unassigned Lands“ betreten. Im Dezember 1880 zog Paynes Gruppe entlang der nördlichen Grenze des Indianer-Territoriums. Sie wurden von einer Kavallerieeinheit unter dem Kommando von Colonel J.J. Copinger verfolgt. Colonel Copinger warnte Payne vor einer Inhaftierung im Falle einer erneuten Grenzüberquerung. Da die Anzahl der Boomers weiter wuchs, schickte Payne eine Nachricht an Präsident Hayes mit der Bitte um die Genehmigung, das Indianer-Territorium zu betreten. Nach Wochen ohne Antwort führte Payne seine Anhänger zu den „Unassigned Lands“. Ein weiteres Mal wurde die Gruppe inhaftiert und Payne nach Fort Smith zurückgesandt. Er wurde erneut für schuldig befunden und zu einem Bußgeld in Höhe von 1.000 Dollar verurteilt. Nach seiner Freilassung kehrte er nach Kansas zurück, wo er die nächsten vier Jahre damit verbrachte Oklahoma für die Besiedlung zu öffnen.
Während seines letzten Versuchs, dieses Mal 1884 in das Cherokee Outlet, inhaftierte ihn die US-Army erneut. Anstatt ihn nach Kansas mitzunehmen, schleppte sie ihn mehrere hundert Meilen unter massiven körperlichen Strapazen über eine gewundene Strecke nach Ft. Smith. Die Öffentlichkeit war über seine Misshandlung durch das Militär schockiert, so dass die Bundesregierung beschloss, seinen Fall zu verhandeln. Payne wurde an das United States District Court in Topeka (Kansas) übergeben. Richter Cassius G. Foster stellte die Verfahren ein und entschied, dass die Besiedlung der „Unassigned Lands“ kein kriminelles Vergehen war. Daraufhin brachen fröhliche Feiern unter den Boomers aus. Die Regierung weigerte sich, die Entscheidung zu akzeptieren.
Payne plante sogleich eine weitere Expedition. Am nächsten Morgen, den 28. November 1884, brach er in Wellington, Kansas während einer Ansprache an seine Anhänger zusammen und starb.

### William Couch und die Öffnung für die Besiedlung

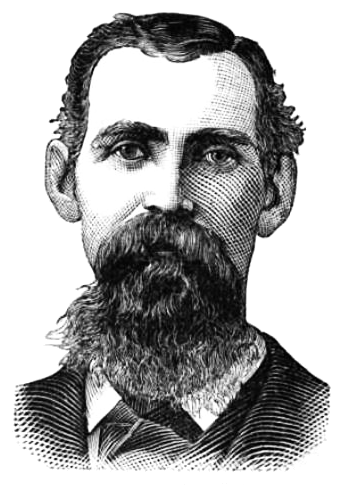
Captain W.L. Couch (1888)

Nach dem Tod von Payne übernahm sein Teilhaber William L. Couch die Führung. Couch zog mit den Boomers im Dezember 1884 in das Indianer-Territorium und errichtete dort am 12. Dezember 1884 das Camp Stillwater. Währenddessen sandte Präsident James A. Garfield eine kleine Abteilung, um Couch aus dem Territorium zu eskortieren. Jedoch als die Soldaten im Camp Stillwater ankamen, trafen sie auf 200 bewaffnete Männer, die sich weigerten woanders hinzuziehen. Daraufhin baten die Soldaten um Verstärkung. Als diese dann eintraf, wurde den Boomers die Wahl gegeben entweder innerhalb von 48 Stunden das Territorium zu verlassen oder angegriffen zu werden. Als sich die Boomers weigerten zu gehen, verlegten die Kommandeure ihre Truppen zu der Grenze von Kansas und schnitten dadurch Couchs Nachschublinien ab. Bald ging ihnen das Essen aus, so dass Couch und die anderen Boomers sich fügten. Sie wurden daraufhin nach Kansas zurückeskortiert.
Als Reaktion auf Couchs Behauptungen, dass die Bundesregierung sie benachteiligte, verabschiedete der US-Kongress am 3. März 1885 den Indian Appropriations Act. Dieses Gesetz genehmigte Verhandlungen für die Abtretung von unbewohnten Gebieten, die den Creek, den Seminolen und den Cherokee gehörten. Es war dieser Zeitpunkt, wo Couch ein Lobbyist wurde.
Couch verbrachte die nächsten vier Jahre in Washington D.C., wo er versuchte das Gebiet von Oklahoma für die Besiedlung zu öffnen. In dieser Zeit versuchten viele Indianer der fünf zivilisierten Stämmen gegen Couchs Vorhaben vorzugehen. Die Situation änderte sich aber schneller als gedacht. Pleasant Porter, Anführer der Creek, bot an unbewohntes Land zu verkaufen. Innerhalb von Wochen war das Gebiet der „Unassigned Lands“ an die Vereinigten Staaten verkauft. Dieses Gebiet umfasste genau 3.000.000 Acres (12.000 km²) im Herzen des Indianer-Territoriums.
Am 2. März 1889 verabschiedete der Kongress eine Gesetzesänderung im „Indian Appropriations Act“, die für die Öffnung der „Unassigned Lands“, besser bekannt als Oklahoma, für die Besiedlung freimachte. Präsident Benjamin Harrison kündigte an, dass Oklahoma am 22. April via Land Run geöffnet würde. Der „Land Run“ sollte am Mittag gestartet werden. Es durften alle Leute teilnehmen, die mindestens 21. Jahre alt waren.

### Land Run und die Sooners
Der zentrale Teil Oklahomas, die Unassigned Lands, wurde am 22. April 1889 durch den Oklahoma Land Run für weiße Siedler geöffnet, den ersten „Land Run“ in der territorialen Geschichte. Über 50.000 Leute betraten am ersten Tag das Land, darunter einige Tausend frühere Sklaven und deren Nachkommen. Couch und seine Boomers, nun ungefähr 14.000, nahmen auch an dem Rennen teil. Jene, die Oklahoma vor dem offiziellen Start des Rennens betraten, wurden als Sooners bezeichnet.
Als das Rennen am Mittag begann, sausten Tausende von Pferden, Wagen, Kutschen, Karren und anderes hinüber nach Oklahoma. Vereinzelt kam es zu Kampfhandlungen zwischen den Gesetzestreuen und den Sooners. William Couch, selbst ein Sooner, wurde durch einen Pionier angeschossen und verwundet. Als Folge dieser Verwundung verstarb Couch am 21. April 1890.
Nach dem Rennen waren viele enttäuschte Pioniere gezwungen, das Gebiet ohne einen Claim zu verlassen. Nur gerade 1.000 von den 14.000 Boomers hielten einen Claim. Zeltstädte wuchsen über Nacht bei Oklahoma City, Kingfisher, El Reno, Norman, Guthrie und Stillwater, die als erstes besiedelt wurden. Die Sooners waren der tatsächliche Grund für das „Land Run“, da sie eine „Wer nicht wagt, der nicht gewinnt“-Mentalität aufzeigten und auch verfolgten.

### Frühe territoriale Periode

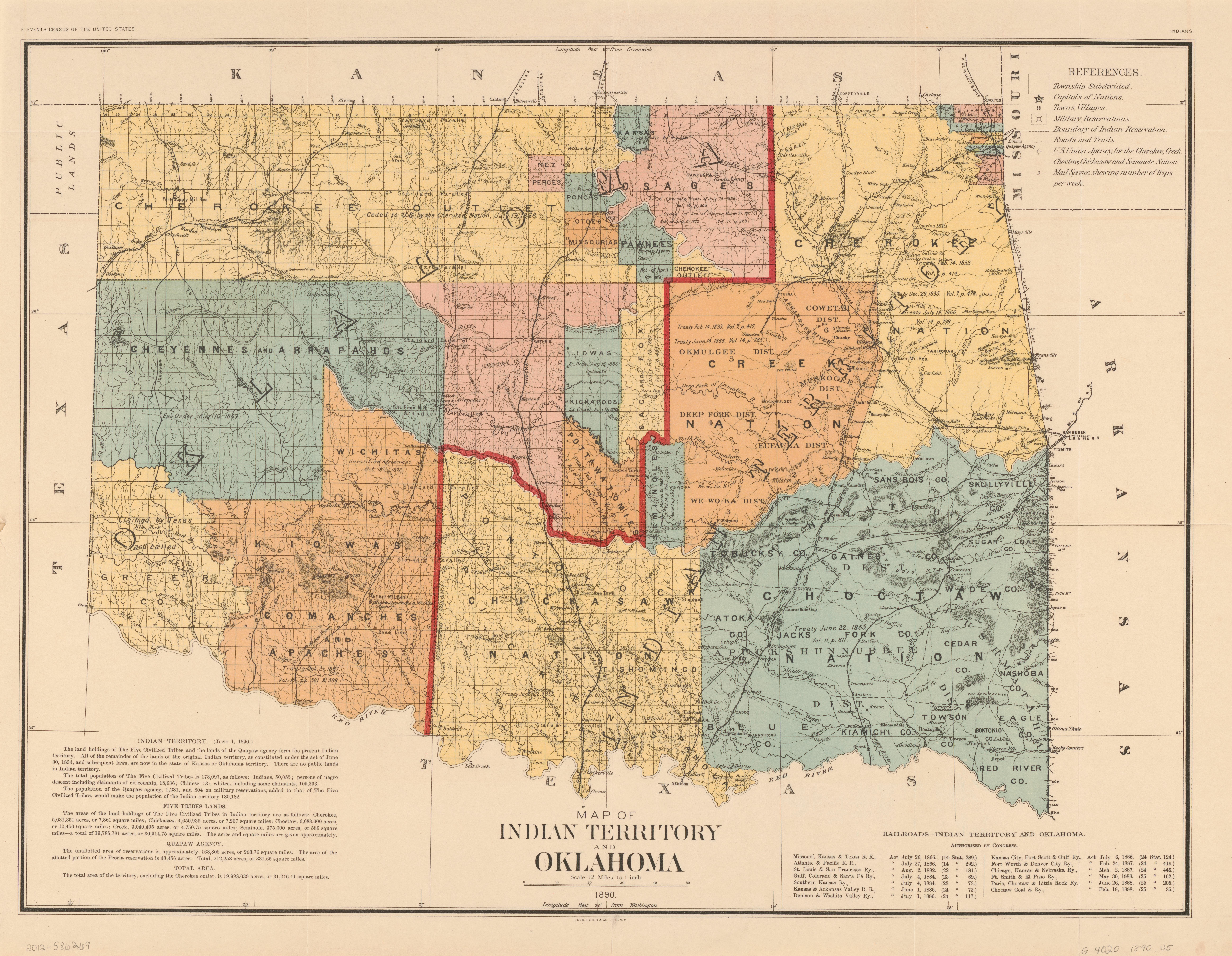
Oklahoma-Territorium (westlich der roten Linie) und Indianerterritorium. Die farbigen Flächen im Oklahoma-Territorium entsprechen Landzuteilungen, die mit seiner Gründung größtenteils aufgehoben wurden.

Am Ende des Tages vom 22. April 1889 lebten in den Unassigned Lands genug Siedler, was die Schaffung einer Territorialregierung nötig machte. Allerdings wollte die Legislative, die für die Öffnung des Territoriums für die Besiedlung verantwortlich war, keine Form einer Regierung in Oklahoma haben. Als Folge davon wurde keine lokale Polizei oder Gerichte gegründet. Ferner waren Bundestruppen für die Durchsetzung der Gesetze verantwortlich und das United States District Court for the Western District of Arkansas unter dem Bundesrichter Isaac Parker war die einzige Form von Straf- und Zivilgerichtsbarkeit. Ungeachtet dessen war der Distrikt überwiegend friedlich. Die meisten Gebietsstreitigkeiten wurden ohne Blutvergießen geklärt, obwohl sie einige Jahre in Anspruch nahmen. Für über ein Jahr waren die Leute im Oklahoma-Territorium teilautonom. In dieser Zeit mussten die Entscheidungen einstimmig getroffen werden, dennoch gab es keine Gesetzlosigkeit oder Ächtung, und das Eigentum und Leben wurden jeder Zeit hinreichend geschützt.
Am 2. Mai 1890 verabschiedete der US-Kongress den Oklahoma Organic Act, welcher die Westhälfte des Indianer-Territoriums zum Oklahoma-Territorium organisierte. Die Osthälfte blieb unter indianischer Führung, vorwiegend der fünf zivilisierten Stämme, als Indianer-Territorium bestehen. Der US-Kongress fügte dem Oklahoma-Territorium einen Landstreifen, der besser bekannt war als No Man’s Land hinzu. Dieses Gebiet umfasste eine Fläche von 3.681.000 Acres (14.900 km²) und wurde zum Beaver County.
Im Jahr 1896 entschied der Oberste Gerichtshofs der Vereinigten Staaten, dass Greer County als Teil des Territoriums anzusehen sei. Das County wurde später verkleinert, umfasste zu diesem Zeitpunkt aber das ganze Gebiet südwestlich des North Fork Red River. Es wurde seit 1860 von Texas beansprucht, das auch dort eine Verwaltung einrichtete, dieser Anspruch wurde aber von der Bundesregierung nicht anerkannt, die Greer County als Teil des Unorganized Territory ansah.

#### Geöffnete Landesteile
Mit der Besiedlung der Unassigned Lands 1889 wurde das zentrale Stück Oklahomas zur Besiedlung freigegeben, was mittelbar auch zur Errichtung des Territoriums geführt hatte. Während der weiteren Entwicklung des Territoriums wurden nach und nach weitere Teile für die angloamerikanische Besiedlung geöffnet.
- 22. September 1891: Gebiete der Sauk und Fox, Iowa und Potawatomi, 1.282.434 Acres (5.189,83 km²), im östlichen Teil des Oklahoma-Territoriums, mittels Land Run
- 19. April 1892: Gebiet der Cheyenne und Arapaho, 4.397.771 Acres (17.797,15 km²), im westlichen Teil des Territoriums, mittels Land Run
- 16. September 1893: Cherokee Outlet, 6.014.239 Acres (24.338,76 km²) an der Nordgrenze, mittels Land Run.
- 4. Mai 1895: Kickapoo-Reservat, 206.662 Acres (836,33 km²), östlich von Oklahoma City, mittels Land Run
- `Juli und August 1901: der größte Teil des Reservats der Kiowa, Comanche und Apachen im Süden des Territoriums, sowie das Reservat der Wichita und Caddo nördlich davon, beides mittels Los
- 1904: Reservate der Ponca und Otoe-Missouria, mittels Aufteilung in individuellen Landbesitz
- 1906: Reservate der Kaw und Osage, mittels Aufteilung in individuellen Landbesitz
- 1906: Big Pasture, ein bis dahin als Weide- und Jagdgebiet reserviertes Areal nördlich des Red River, die letzte große Freigabe im Territorium, mittels nichtöffentlicher Auktion (sealed bit)

Dies ergab für das Oklahoma-Territorium ein Besiedlungsgebiet von 24.000.000 Acres (97.000 km²), allerdings waren auf 1.725.646 Acres (6.983,44 km²) dieses Gebietes Indianerreservate.

### Der Weg zu Eigenstaatlichkeit
Das Oklahoma-Territorium existierte zwischen 1890 und 1907. In dieser Zeit verwalteten sieben reguläre und zwei kommissarische Gouverneure das Territorium. Während im Indianer-Territorium der Wunsch nach der Eigenstaatlichkeit immer größer wurde, war im Oklahoma-Territorium kaum die Rede davon. Die meisten Gouverneure im Oklahoma-Territorium blieben nur einige Monate im Amt. Die einzigen erwähnenswerten Ereignisse in dieser Zeit waren die Schaffung der University of Oklahoma, der University of Central Oklahoma (damals als Territorial Normal School bekannt) und der Oklahoma State University (damals als Oklahoma Agricultural & Mechanical School bekannt). Der einzige Zweck des Territoriums war es als Übergangsregierung vom unorganisierten Territorium zum Bundesstaat zu dienen.
Die Bewegung, welche die Eigenstaatlichkeit des Indianer-Territoriums zum Ziel hatte, kam das erste Mal 1902 in Eufaula zusammen, bestehend aus Abgeordneten der „fünf zivilisierten Stämme“. Sie trafen sich 1903 wieder, um eine verfassunggebende Versammlung zu organisieren.
Die Sequoyah Constitutional Convention fand am 21. August 1905 in Muskogee statt. General Pleasant Porter, Oberhäuptling der Creek Nation, wurde zum Präsidenten des Konvents gewählt. Die gewählten Delegierten entschieden, dass die „Executive Officers“ der fünf zivilisierten Stämme ebenfalls zu Vizepräsidenten ernannt werden sollten: William C. Rogers, Oberhäuptling der Cherokees; William H. Murray, der durch Chickasaw-Gouverneur Douglas H. Johnston zum Vertreter der Chickasaws ernannt wurde; Häuptling Green McCurtain von den Choctaws; Häuptling John Brown von den Seminolen und Charles N. Haskell, der ausgewählt wurde die Creeks zu repräsentieren, als General Porter zum Präsidenten gewählt wurde.
Der Konvent entwarf eine Verfassung, setzte einen Plan für die Schaffung der Regierung auf und stellte eine Karte zusammen, welche die Countys aufzeigte, die zu errichten sein. Ferner wurden Delegierte gewählt, die vor dem US-Kongress um die Eigenstaatlichkeit bitten sollten. Die Vorschläge des Konvents wurden dann in einem Referendum im Indianer-Territorium vorgestellt, in welchen sie überwältigend bestätigt wurden.
Die Delegation erhielt einen frostigen Empfang in Washington. Östliche Politiker befürchteten die Aufnahme von zwei weiteren Weststaaten und zweifellos war keiner bereit einen „Indianer“-Staat aufzunehmen. In diesem Zusammenhang wurde Druck auf den Präsidenten Theodore Roosevelt ausgeübt, der letztendlich entschied, dass dem Indianer- und Oklahoma-Territorien nur als ein vereinigter Staat die Eigenstaatlichkeit gestattet würde.
Die harte Arbeit der Sequoyah State Constitutional Convention war nicht völlig verloren. Als die Abgeordneten des Indianer-Territoriums sich im nächsten Jahr der Oklahoma State Constitutional Convention in Guthrie anschlossen, brachten sie ihre Verfassungserfahrung mit sich. Die Sequoyah Constitution diente zum größten Teil als Grundlage für die Verfassung des Staates Oklahoma, der mit der Zusammenlegung der beiden Territorien 1907 entstand.
Der Territorialgouverneur Frank Frantz überwachte den Übergang vom Territorium zum Staat. Er wurde als republikanischer Nominierter ausgewählt der erste Gouverneur des Staates Oklahoma zu werden. Bei der Wahl am 17. September 1907 stand er dem Demokraten Charles N. Haskell gegenüber. In derselben Wahl wurde die Staatsverfassung von Oklahoma vorgeschlagen. Die Verfassung wurde verabschiedet und Haskell zum Gouverneur gewählt. Nachdem die Bürger von Oklahoma die Verfassung der Vereinigten Staaten am 16. November 1907 annahmen, wurden die Oklahoma- und Indianer-Territorien aufgelöst und der Staat Oklahoma als 46. Bundesstaat in die Union aufgenommen.

## Regierung
Mit der Verabschiedung des Organic Act im Juni 1890 entstand die territoriale Regierung. Diese besaß keine Verfassung mit Ausnahme der Paragrafen im Organic Act, das als ein teilautonomes Dokument diente. Der Organic Act sorgte für eine vollständige Organisation des Territoriums, definierte die Aufgaben der territorialen Regierung, legte die Einschränkungen an den Rechtshandlungen der Legislative Assembly sowie der territorialen Beamten fest.
Der US-Kongress sorgte für die Schaffung einer Legislative, die von den Leuten gewählt wurde, jedoch waren die Exekutive und Judikative des Territoriums durch den US-Präsidenten ausgewählt und ernannt.

### Legislative
Obwohl der Organic Act eine durch das Volk gewählte Legislative forderte, gab er keinen weiteren Hinweis auf seine Zusammensetzung außer einem Zweikammersystem. Als der erste Territorialgouverneur Steele sein Amt antrat, sprach er diesen Punkt an. Er gab am 8. Juli 1890 eine Executive Order heraus, wo er die Wahl einer Zweikammerlegislative forderte. Als Unterhaus sollte ein Repräsentantenhaus mit 26 Mitgliedern und als Oberhaus ein Council mit 13 Mitgliedern fungieren. Das Datum für die Wahl setzte er auf den 5. August 1890. Die Legislative sollte am 12. August das erste Mal zusammenkommen, jedoch infolge des Todes von zwei gewählten Mitgliedern wurde eine Nachwahl veranstaltet, so dass die Zusammenkunft auf den 27. August 1890 verschoben wurde.
Gesetze, die durch die territoriale Legislative verabschiedet wurden, brauchten keine Zustimmung des US-Kongresses, um in Kraft zu treten. Sie waren genauso rechtskräftig wie Gesetze, die eine reguläre Staatsregierung verabschiedete. Allerdings konnte ein Bundesgesetz ein Gesetz, das die Legislative erlassen hatte, aufheben. Die einzige Einschränkung auf die territoriale Legislative war der Organic Act.

### Exekutive
Die Exekutive bestand aus dem Gouverneur des Oklahoma-Territoriums, einem territorialen Secretary und einem territorialen District Attorney oder Attorney General. Der Gouverneur besaß die Exekutivgewalt, diente als Symbol der Bundesregierung im Territorium und war der Oberbefehlshaber der territorialen Miliz und der Bundestruppen im Territorium. Ferner war es die Aufgabe des Gouverneurs die jeweiligen Grenzen der Countys zu entwerfen, die Kreisstädte zu benennen und ihre Beamten zu ernennen, wie es der Nebraska Code im Organic Act vorsah. Der Code blieb bis zur ersten Tagung der territorialen Legislative in Kraft. Der Secretary diente als stellvertretender Gouverneur und im Falle einer Vakanz des Gouverneursamts würde der Secretary als kommissarischer Gouverneur dienten, bis ein neuer ernannt werden könnte. Der Attorney General gab dem Gouverneur juristischen Rat und diente als oberster Vollzugsbeamter im Territorium.

### Judikative
Die Judikative war das Territorial Supreme Court, das aus drei Richtern bestand: einem obersten Richter (engl. Chief Justice) und zwei beisitzenden Richtern (engl. Associate Justice). Das Supreme Court besaß die Jurisdiktion. Es fungierte nicht nur als ein US-Bundesgericht, sondern erstreckte sich auf alle Fälle (Privat- und Strafrecht), die unter dem Code der territorialen Legislative verfügt waren. Das Gericht konnte die eine Hälfte des Tages als US-Bundesgericht und die andere Hälfte des Tages als Territorialgericht fungieren. Ferner diente es als Oberstes Gericht (engl. Supreme Court) und entschied Fälle, die von den territorialen Vorinstanzen angefochten gewesen waren.

### Liste der Gouverneure
| Name                     | Amtszeit  | Partei       |
| ------------------------ | --------- | ------------ |
| George Washington Steele | 1890–1891 | Republikaner |
| Robert Martin            | 1891–1892 | Republikaner |
| Abraham Jefferson Seay   | 1892–1893 | Republikaner |
| William Cary Renfrow     | 1893–1897 | Demokrat     |
| Cassius McDonald Barnes  | 1897–1901 | Republikaner |
| William Miller Jenkins   | 1901      | Republikaner |
| William C. Grimes        | 1901      | Republikaner |
| Thompson Benton Ferguson | 1901–1906 | Republikaner |
| Frank Frantz             | 1906–1907 | Republikaner |